# Wefapress Beck + Co
Die Wefapress Beck + Co GmbH ist ein Hersteller von thermoplastischen Werkstoffen mit Unternehmenssitz in Vreden, Nordrhein-Westfalen.

## Produktion
Wefapress produziert Halbfertig- und Fertigprodukte aus ultrahochmolekularem Polyethylen (UHMW-PE /PE-UHMW), hochmolekularem Polyethylen (PE-HMW) und anderen technischen Kunststoffen wie Polyamid (PA), Polyoxymethylen (POM), Polyethylenterephthalat (PETP) und auch Polyetheretherketon (PEEK). Hauptwerkstoff ist der Kunststoff Polyethylen, der gegebenenfalls mit diversen Additiven wie Öl, Ruß oder Metallteilen vermischt wird. Wefapress gelang im Jahr 1955 als einem der ersten Unternehmen die Verpressung des Rohmaterials.

### Anwendungsbereiche
Werkstoffe des Unternehmens finden Verwendung im Maschinenbau, Papierindustrie, Fördertechnik, Anlagenbau, Chemischer Industrie, Pharmazeutischer Industrie, Lebensmittelindustrie und Getränkeindustrie.

## Geschichte
Die niederländischen Unternehmer und Brüder Bernhard, Jan und Hermann Reerink gründeten 1828 in Vreden die Eichenlohgerberei Reerink und Paschen. Von 1967 bis 1983 war sie unter der Firma RIF Reerink & Flues GmbH tätig. Des Weiteren gründeten sie 1895 das Unternehmen Westfalia in Vreden, das Picker (Weberschiffchendämpfer) und Ersatzteile für Webstühle herstellte. Der Urgedanke zur Gründung des Unternehmens bestand in der Weiterverwendung der Lederreste und Abfälle aus der Eichenlohgerberei und dem 1885 gegründeten Riemenwerk Gebr. Reerink AG in Frankfurt-Bonames, das zwischen 1925 und 1927 von der heutigen Deutschen Carbone AG übernommen wurde.
In den 1950er Jahren gelang es der Wefapress Beck + Co, die Picker statt aus Rohhaut aus Kunststoff zu fertigen. Kurt Günther Beck arbeitete zu der Zeit unter Karl Ziegler und dem Italiener Giulio Natta im Werk Ruhrchemie in Oberhausen am heutigen Polyethylen. In langwierigen Experimenten wurde versucht, das Pulver in eine feste Form zu bekommen. Erstes Versuchsmaterial kam über ihn im Jahr 1952 zu Wefapress. Dort wurde schließlich im Presssinterverfahren der pulverförmige Rohstoff zu Platten verpresst. Dies ist ein Verfahren, welches heute noch angewendet wird. Somit ist Wefapress als weltweit erster Anbieter dieser beiden technischen Kunststoffe zu nennen.
In der Weiterverarbeitung werden die erzeugten Platten zu Maschinenbauteilen für die internationale Industrie gefertigt. Im besonderm Fokus liegt die Lebensmittelverarbeitung, der  Maschinenbau, die Getränke- und Abfüllindustrie und der Bergbau, nur um einige zu nennen. 
Das Familienunternehmen wird in vierter Generation durch Lutz Beck und Gerrit Beck geführt (Stand 2010). Es hat Niederlassungen in Waregem, Johannesburg und Gqeberha.